# Monti Freyberg
I monti Freyberg sono un gruppo montuoso situato nella Terra della Regina Vittoria, in Antartide. In particolare queste montagne si trovano nell'entroterra sia della costa di Oates che della costa di Pennell e sono delimitate a ovest dal ghiacciaio Rennick, a nord dalle montagne di Bowers, a est dal ghiacciaio Black e a sud dal nevaio Evans. Tra le formazioni maggiori di questo gruppo montuoso spiccano la dorsale Salamander, a est, e la dorsale Alamein, a ovest, due catene separate dal ghiacciaio Canham, aventi entrambe diverse cime di altezza superiore ai 2500 m s.l.m., come i monti Staley e Apolotok, nella prima, e il monte Camelot, nella seconda.

## Storia
I monti Freyberg sono stati così battezzati dal reparto settentrionale della spedizione neozelandese di ricognizione geologica in Antartide svoltasi nel 1963-64, in onore del famoso generale neozelandese Lord Bernard Freyberg.